# 秩 (J编程语言)
秩（Rank），是对非面向阵列的标量编程语言中循环的广泛化。它还是Lisp语言中的mapcar，及现代函数式编程语言中的map高阶函数的广泛化，以及对APL\360中标量扩展、矩阵的内积和外积的广泛化。秩的正规实现，是在J语言中，但也可获得于APL语言实现如Dyalog APL、ISO标准ISO/IEC 13751:2001的扩展APL和NARS2000。

## 简介
秩有一些不同的含义。一般的说，秩的概念用于依据它们的子阵列来处理正交阵列。例如，二维阵列可以在秩为2之下，按一个完整的矩阵进行处理；或者在秩为1之下，对它所包含的诸个一维列向量或行向量进行处理；或者在秩为0之下，对它所包含的诸个单独元素进行处理。J语言中有三种秩：
- 名词秩，名词的秩是非负整数。
- 动词秩，动词的秩是三个整数的列表。
- 秩连词，秩连词"用来导出具有指定秩的一个动词。

## 名词秩
在J语言中，名词是阵列。名词的秩是这个阵列的维数。尽管有时存在争论，人们通常用如下名字称谓低维阵列：
| 名字 | 名字 | 秩 |
| ---- | ---- | -- |
| 原子 | 标量 | 0  |
| 列表 | 向量 | 1  |
| 表格 | 矩阵 | 2  |
| 立体 | 张量 | 3  |
一个N维整数阵列可以通过i.建立，它接受一个整数向量作为参数。其中整数的数目定义了维数，而每个整数的绝对值定义对应维的长度。可以使用派生动词#@$来确定一个名词的秩。
```
   
i
.
 
3

0
 
1
 
2

   
>:
i
.
 
3

1
 
2
 
3

   
i
.
 
2
 
3

0
 
1
 
2

3
 
4
 
5

   
i
.
 
2
 
3
 
4

 
0
  
1
  
2
  
3

 
4
  
5
  
6
  
7

 
8
  
9
 
10
 
11

12
 
13
 
14
 
15

16
 
17
 
18
 
19

20
 
21
 
22
 
23

   
#@$
 
i
.
 
2
 
3
 
4

3

```

## 动词秩
在J语言中，动词是接受名词参数产生名词结果的函数。动词的秩，控制着如何将动词应用到秩大于0的名词。采用副词u b. 0来确定动词u的秩。例如：
```
   
*
 
b
.
 
0

0
 
0
 
0

   
+/
 
b
.
 
0

_
 
_
 
_

```

这里的_“无穷”，指示将参数作为整体处理。动词的秩被表达为三个数：
1. 一元情况的秩
2. 二元情况用于左参数的秩
3. 二元情况用于右参数的秩

例如，−y使用−作为单子（monad），是一元情况；x−y使用−作为双子（dyad），是二元情况。在所有情况下，有一些底层动词被应用于“单元”（cell），它是有指示秩的子阵列。如果参数没有动词指示的那么多维，在这种退化的情况下，动词的秩会有效的缩减为参数实际的秩。
在动词中，负数秩被解释为，将提供为参数的名词的秩，减少指示正值，但永不会变得小于零。例如，一个动词具有一元秩负1，在给它一个秩为3的参数的时候，将参数分解成秩为2的阵列的一个列表。将动词的主体，应用到这些二维子阵每个之上一次。
在特定动词和特定名词的上下文下，将名词的诸维，划分成前缀诸维的序列，称为框架（frame）；和后缀诸维的序列，称为单元（cell）。正数动词秩，指示单元诸维的数目，负数动词秩，指示框架诸维的数目。

## 秩连词
秩连词"，接受一个动词左参数和一个名词右参数来建立一个新动词。
名词右参数构成自三个数，分别指定一元秩、二元左秩和二元右秩。如果右参数只有两个数，第一个数是二元左秩，而第二个数是一元秩和二元右秩。如果右参数只有一个数，它被接受为所有三种情况下的秩。如果右参数是个动词，就复制使用它的秩。例如：
```
   
(
*"
1
 
1
 
1
)
 
b
.
 
0

1
 
1
 
1

   
(
*"
0
 
_
)
 
b
.
 
0

_
 
0
 
_

   
(
*"
1
)
 
b
.
 
0

1
 
1
 
1

   
(
*"<
)
 
b
.
 
0

_
 
0
 
0

```

如果给秩连词的左参数是个名词，建立一个常量动词。这个动词的主体忽略任何参数的值，并总是生成这个名词的结果。

## 框架一致
在二元运算的情况下，左右两个参数，都有自己的框架，二者必须达成一致（agreement）。左右两框架经常是共同的。如果左右两框架不是同一的，有三种可以运算的情况：
两参数中一个的形状序列，是另一个的形状序列的前缀，例如：
```
   
(
i
.
 
2
 
3
)
 
*
 
i
.
 
2
 
3
 
4

  
0
   
0
   
0
   
0

  
4
   
5
   
6
   
7

 
16
  
18
  
20
  
22

 
36
  
39
  
42
  
45

 
64
  
68
  
72
  
76

100
 
105
 
110
 
115

```

这里左侧参数的短框架2 3，是右侧参数的长框架2 3 4的前缀。求值这个动词的结果，跟随着前缀诸维序列2 3，是二元动词应用到两个有关单元的结果，即将左参数的每个0维标量，乘以右参数的每个1维阵列。
两参数中一个的形状序列，是另一个的形状序列的后缀，可以通过秩连词，指定动词秩为维数少参数的秩，从而对它按整体处理，例如：
```
   
(
i
.
 
3
 
4
)
 
*"
2
 
i
.
 
2
 
3
 
4

  
0
   
1
   
4
   
9

 
16
  
25
  
36
  
49

 
64
  
81
 
100
 
121

  
0
  
13
  
28
  
45

 
64
  
85
 
108
 
133

160
 
189
 
220
 
253

```

这里左侧参数的短框架3 4，是右侧参数的长框架2 3 4的后缀。求值这个动词的结果，跟随着前缀诸维序列2，是二元动词应用到两个有关单元的结果，即将左参数的作为整体的1个2维阵列，乘以右参数相同形状的每个2维阵列。
指定动词左右秩中的一个为_，即按整体处理，例如：
```
   
$
 
(
i
.
2
 
3
)
 
(
*"
0
 
_
)
 
i
.
3
 
4

2
 
3
 
3
 
4

   
$
 
(
i
.
2
 
3
)
 
(
*"
_
 
0
)
 
i
.
3
 
4

3
 
4
 
2
 
3

   
$
 
(
i
.
2
 
3
)
 
(
*"
1
 
_
)
 
i
.
3
 
4

2
 
3
 
4

   
$
 
(
i
.
2
 
3
)
 
(
*"
_
)
 
i
.
2
 
3
 
4

2
 
3
 
4

```

这里第一个运算的左秩为0，而右秩为按整体处理；求值的结果中跟随着左参数的诸维序列2 3的，是将左参数的每个0维标量，乘以右参数的作为整体的2维阵列的结果。第二个运算的左右秩与第一个运算相反，其结果中来自二者的诸轴的前后次序也与之相反。第三个运算的左秩为1，而右秩为按整体处理；跟随着左参数的诸维序列2的，是将左参数的每个1维向量，乘以右参数的作为整体的2维阵列的结果。第四个运算的左右秩都按整体处理，则同于前缀情况。

## 秩作为循环的泛化
理解秩要求知道一些非常基础的面向阵列编程概念。在大多数基于阵列的语言中，归约（reduction）用前向斜杠/来指示。在J语言中，斜杠接受一个函数左参数，和要被这个函数归约的阵列作为右参数。将加法归约应用到一个1维阵列：
```
   
+/
 
1
 
2
 
3

6

```

预期的结果是1 + 2 + 3。
将加法归约应用到一个2维阵列：
```
   
+/
 
i
.
 
2
 
3

3
 
5
 
7

```

预期结果是0 1 2 + 3 4 5。+/的秩为_“无穷”，即将参数作为整体来运算，+算符被映射到这个阵列的最高秩之上。对2个向量进行归约，参数名词的形状从2 3变为1 3即3，结果是合计了每行元素的长度为3的1维阵列。这个代码对应如下APL2及其派生者的代码：
```
      
+
⌿
 
2
 
3
⍴⍳
6

3
 
5
 
7

```

还对应于如下C语言代码片段：
```
for
(
j
 
=
 
0
;
 
j
 
<
 
3
;
 
++
j
)
 
{

    
sum
[
j
]
 
=
 
0
;

}

for
(
i
 
=
 
0
;
 
i
 
<
 
2
;
 
++
i
)
 
{

    
for
(
j
 
=
 
0
;
 
j
 
<
 
3
;
 
++
j
)
 
{

        
sum
[
j
]
 
+=
 
array
[
i
][
j
];

    
}

}

```

假定需要合计每列元素，而得到长度为2的1维阵列，在C语言代码中如下这样写：
```
for
(
i
 
=
 
0
;
 
i
 
<
 
2
;
 
++
i
)
 
{

    
sum
[
i
]
 
=
 
0
;

    
for
(
j
 
=
 
0
;
 
j
 
<
 
3
;
 
++
j
)
 
{

        
sum
[
i
]
 
+=
 
array
[
i
][
j
];

    
}

}

```

在APL中不需要用到循环构造，这个代码写为：
```
      
+
/
 
2
 
3
⍴⍳
6

3
 
12

```

在J语言中使用秩连词可以写为：
```
   
+/"
1
 
i
.
 
2
 
3

3
 
12

   
+/"
_1
 
i
.
 
2
 
3

3
 
12

```

为了进一步展示在J语言中秩是如何工作的，以3维阵列上的加法归约为例子：
```
   
a
=:
 
i
.
 
2
 
3
 
4

   
+/
 
a

12
 
14
 
16
 
18

20
 
22
 
24
 
26

28
 
30
 
32
 
34

   
+/"
_1
 
a

12
 
15
 
18
 
21

48
 
51
 
54
 
57

   
(
+/"
_1
 
a
)
 
-:
 
+/"
2
 
a

1

   
+/"
1
 
a

 
6
 
22
 
38

54
 
70
 
86

   
(
+/"
1
 
a
)
 
-:
 
+/"
_2
 
a

1

```

## 引用
1. ↑  Slepak, Justin; Shivers, Olin; Manolios, Panagiotis.  (PDF).   [2020-05-19]. （原始内容存档 (PDF)于2020-01-10）.
2. ↑  . Jsoftware.   [2020-05-19]. （原始内容存档于2019-01-03）.
3. ↑  . Free Software Foundation.   [2020-05-19]. （原始内容存档于2020-01-09）.
4. ↑  .   [2022-06-14]. （原始内容存档于2022-06-14）.
5. ↑  .   [2022-06-14]. （原始内容存档于2022-06-15）.
6. ↑  .   [2022-06-14]. （原始内容存档于2022-06-14）.
7. ↑  .   [2020-05-22]. （原始内容存档于2022-06-14）.
8. ↑  .   [2022-06-14]. （原始内容存档于2022-06-28）.
9. ↑  .   [2022-06-17]. （原始内容存档于2022-01-21）.
10. ↑  .   [2022-06-17]. （原始内容存档于2013-09-12）.
11. ↑  Bernecky, R. .  18 (2). December 1987.
12. ↑  kgwgk; nabla9; azag0; tome; radarsat1. . Hacker News. Y Combinator. 2017-04-24  [2019-12-10]. （原始内容存档于2018-09-07）.
13. ↑  Rabanser, Stephan; Shchur, Oleksandr; Günnemann, Stephan. . 2017-11-29. arXiv:1711.10781  [stat.ML].
14. ↑  Burke, Chris. . Jsoftware. 2014-09-12  [2020-05-19]. （原始内容存档于2018-09-06）.
15. ↑  . Jsoftware.   [2020-05-19]. （原始内容存档于2019-01-03）.

## 延伸阅读
- Abrams, P.S. .  (PDF). Stanford University (学位论文). February 1970  [2020-05-19]. （原始内容存档 (PDF)于2016-03-05）.

- Backus, J.W., Can Programming be Liberated from the von Neumann Style? A Functional Style and Its Algebra of Programs (https://www.thocp.net/biographies/papers/backus_turingaward_lecture.pdf （页面存档备份，存于）), Communications of the ACM, Volume 21, Number 8, 1978-08.; §11.3.3.

- Bernecky, R., An Introduction to Function Rank (https://dl.acm.org/citation.cfm?id=55632), APL88 Conference Proceedings, APL Quote Quad, Volume 18, Number 2, 1987-12.

- Bernecky, R.; Iverson, K.E. . . 1980 APL Users Meeting. Jsoftware. 6–8 October 1980  [2020-05-19]. （原始内容存档于2016-03-16）.

- Bernecky, R.; Iverson, K.E.; McDonnell, E.E.; Metzger, R.C.; Schueler, J.H. . Jsoftware. I.P. Sharp Associates Limited. 1983-05-02  [2020-05-19]. （原始内容存档于2019-02-13）.

- Brown, J.A., The Principles of APL2 (http://www.softwarepreservation.org/projects/apl/Papers/PRINCIPLESOFAPL2 （页面存档备份，存于）), TR 03.247, IBM Santa Teresa Laboratory, San Jose, California, 1984-03; §20.0.

- Dyalog, Dyalog APL Version 14.0 Release Notes (http://www.dyalog.com/dyalog-version-140.htm （页面存档备份，存于）), Dyalog Limited, 2015.

- Hui, R.K.W., Rank and Uniformity (http://www.jsoftware.com/papers/rank.htm （页面存档备份，存于）), APL95 Conference Proceedings, APL Quote Quad, Volume 25, Number 4, 1995-06.

- Hui, R.K.W., Remembering Ken Iverson (https://web.archive.org/web/20191220153001/http://keiapl.org/rhui/remember.htm), 2004-11.

- Hui, R.K.W., Inner Product—An Old/New Problem (http://www.jsoftware.com/papers/innerproduct/ip.htm （页面存档备份，存于）), British APL Association Conference 2009, 2009-06-08.

- Iverson, K.E., Operators and Functions (http://www.jsoftware.com/papers/opfns.htm （页面存档备份，存于）), Research Report #RC7091, IBM, 1978-04-26.

- Iverson, K.E., A Dictionary of APL (http://www.jsoftware.com/papers/APLDictionary.htm （页面存档备份，存于）), APL Quote Quad, Volume 18, Number 1, 1987-09.

- Iverson, K.E., A Personal View of APL (http://www.jsoftware.com/papers/APLPersonalView1.htm （页面存档备份，存于）), IBM Systems Journal, Volume 30, Number 4, 1991-12.

- Slepak,Justin; Shivers, Olin; Manolios, Panagiotis, An array-oriented language with static rank polymorphism (http://www.ccs.neu.edu/home/jrslepak/typed-j.pdf （页面存档备份，存于）).